# Funerale di Filippo di Edimburgo

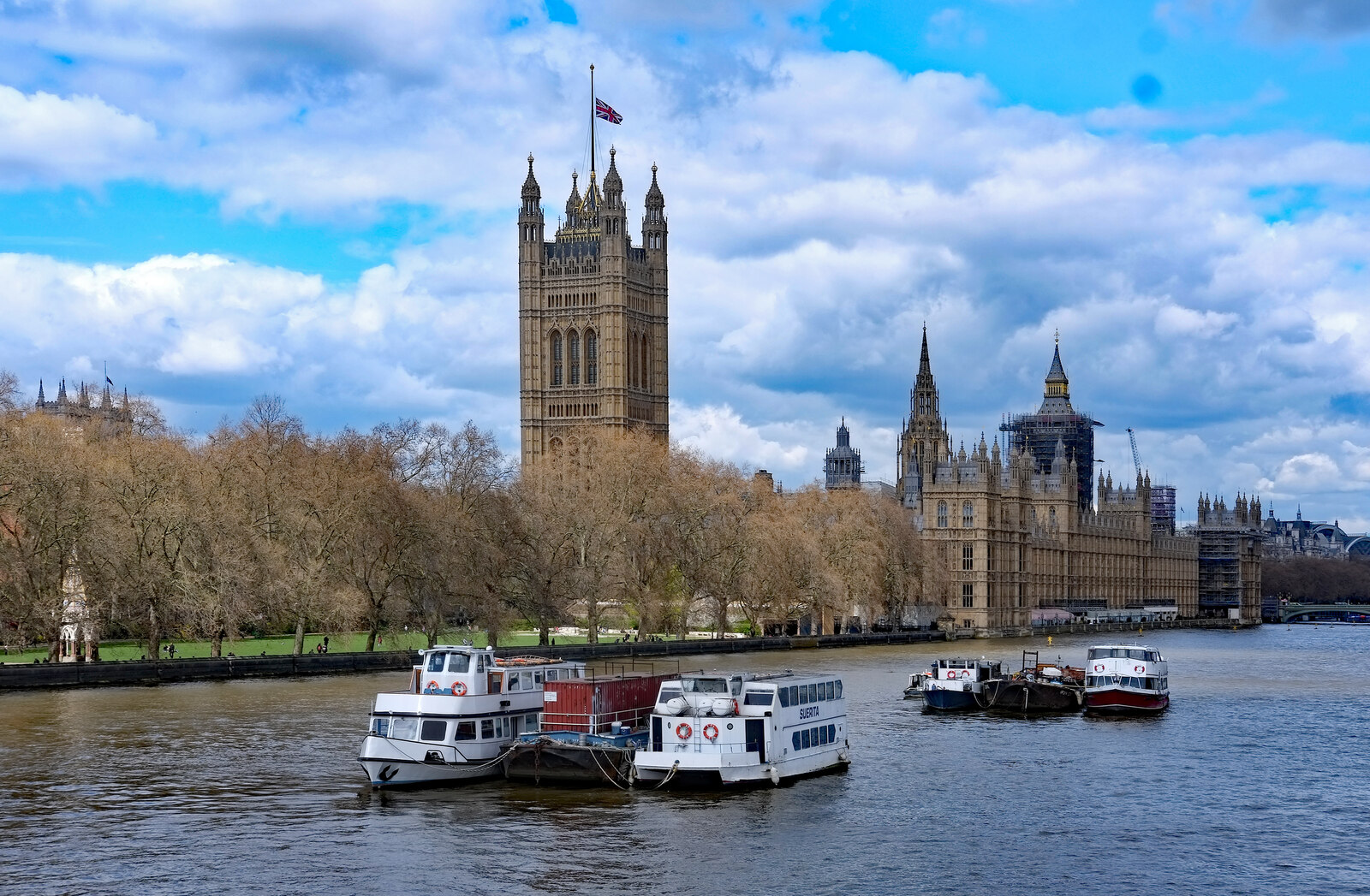
La bandiera nazionale a mezz'asta sulla cima del Palazzo di Westminster il 9 aprile 2021

Il funerale di Filippo di Edimburgo ha avuto inizio alle 14:40 del 17 aprile 2021, quando la campana della Cappella di San Giorgio ha dato il via alla partenza del corteo dal Quadrilatero del Castello di Windsor. La bara è stata trasportata a bordo di una Land Rover appositamente modificata, secondo un progetto dello stesso duca.
La morte del duca il 9 aprile ha dato inizio all'Operazione Forth Bridge, il piano procedurale completo da attivare in caso della morte del consorte della regina, con dettagli precisi sulla diffusione dei comunicati, sul lutto nazionale e ovviamente sulla cerimonia funebre. Il duca, ancora in vita, aveva già indicato la volontà di non ricevere un funerale di stato, ma delle semplici esequie di stampo militare che celebrassero la sua carriera e le sue opere, rese necessariamente ancora più semplici dalle norme in vigore per il COVID-19, inclusa la quarantena per i membri della famiglia provenienti dall'estero.
Rappresentanti di diverse nazioni e gruppi di persone da tutto il mondo hanno inviato le loro condoglianze alla Regina, al popolo inglese ed ai cittadini del Commonwealth. Fiori e messaggi sono stati lasciati lasciati davanti ai cancelli di Buckingham Palace e del castello di Windsor, e diversi membri della famiglia reale hanno rilasciato interviste nei giorni successivi alla morte del duca.

## I problemi di salute del principe e la morte
Filippo, da principe consorte, doveva presenziare a circa trecento eventi all'anno, più di qualsiasi altro membro della famiglia reale, ad eccezione della figlia Anna. Nell'ottobre 2007 fu resa pubblica l'esistenza di problemi cardiaci di cui soffriva sin dal 1992, pur essendosi rifiutato di rinunciare ai propri doveri di principe consorte. Nell'aprile del 2008 venne ricoverato al King Edward VII Hospital per la cura di un'infezione polmonare, dalla quale si riprese velocemente, trascorrendo la convalescenza al castello di Windsor.
Nel maggio 2017, a causa delle sue precarie condizioni di salute, Buckingham Palace annunciò che il principe Filippo si sarebbe ritirato dai suoi impegni pubblici a partire dal mese di agosto: l’ultimo evento a cui il principe prese parte fu la sfilata della Marina britannica in occasione della ricorrenza della sua fondazione, avvenuta nei giardini del palazzo il 2 agosto dello stesso anno. 
Il 9 gennaio 2021, il principe Filippo e la regina Elisabetta vennero entrambi vaccinati contro il COVID-19 da un medico di corte al castello di Windsor. Nel febbraio 2021 il principe venne ricoverato a causa di un'infezione con susseguenti complicazioni cardiache al King Edward VII’s Hospital di Londra, venendone dimesso il 16 marzo seguente. Il principe spirò poco meno di un mese dopo, il 9 aprile, all’età di 99 anni, dopo 73 anni di matrimonio con la regina Elisabetta: la causa della morte non è stata mai dichiarata, anche se nel comunicato di palazzo si leggeva che il principe era morto "serenamente".

## L'Operazione Forth Bridge

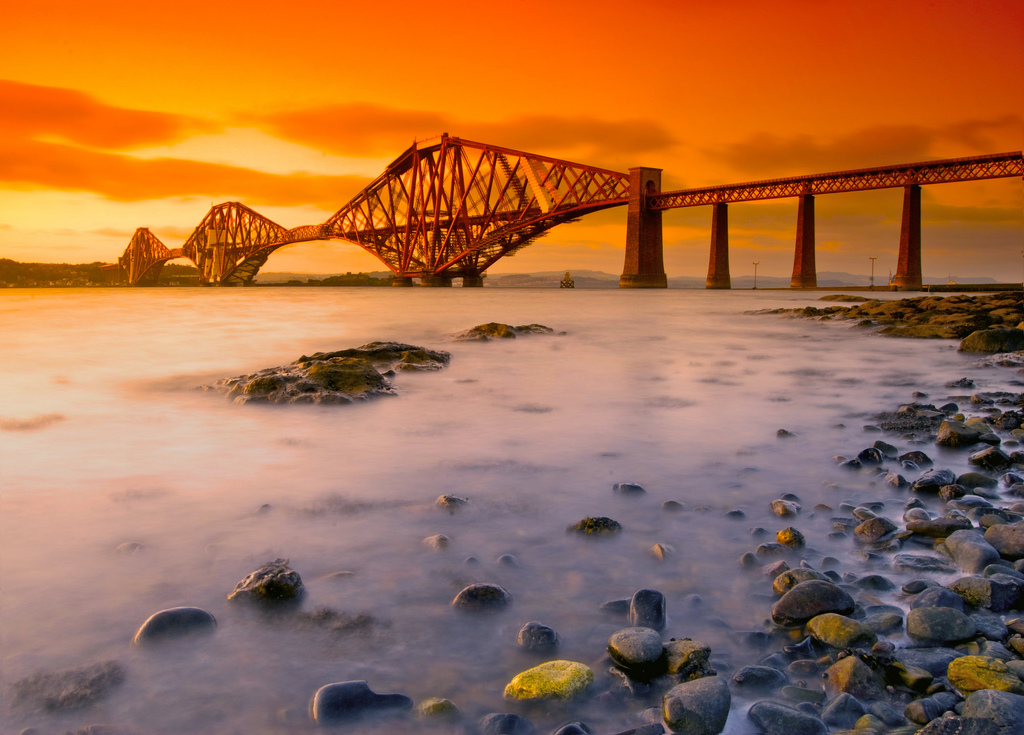
Forth Bridge, da cui il piano prende il nome

Il piano nazionale per la gestione degli eventi successivi alla morte del duca di Edimburgo venne denominato Operation Forth Bridge, dal nome del ponte Forth Bridge presso Edimburgo, città capitale del suo ducato titolare. Secondo il College of Arms, L'Operazione Forth Bridge era già stata aggiornata a seguito dell'evolversi della pandemia di COVID-19.
Dopo la morte del duca, il piano ha previsto come primo atto la pubblicazione dell'avviso al pubblico, affisso ai cancelli di Buckingham Palace. Il testo è stato predisposto dal Lord Ciambellano, consultandosi preventivamente con la Regina. Al momento dell'affissione dell'avviso, tutte le bandiere del Palazzo sono state abbassate a mezz'asta, posizione in cui hanno sventolato sino alle 8:00 del giorno successivo al funerale del duca.

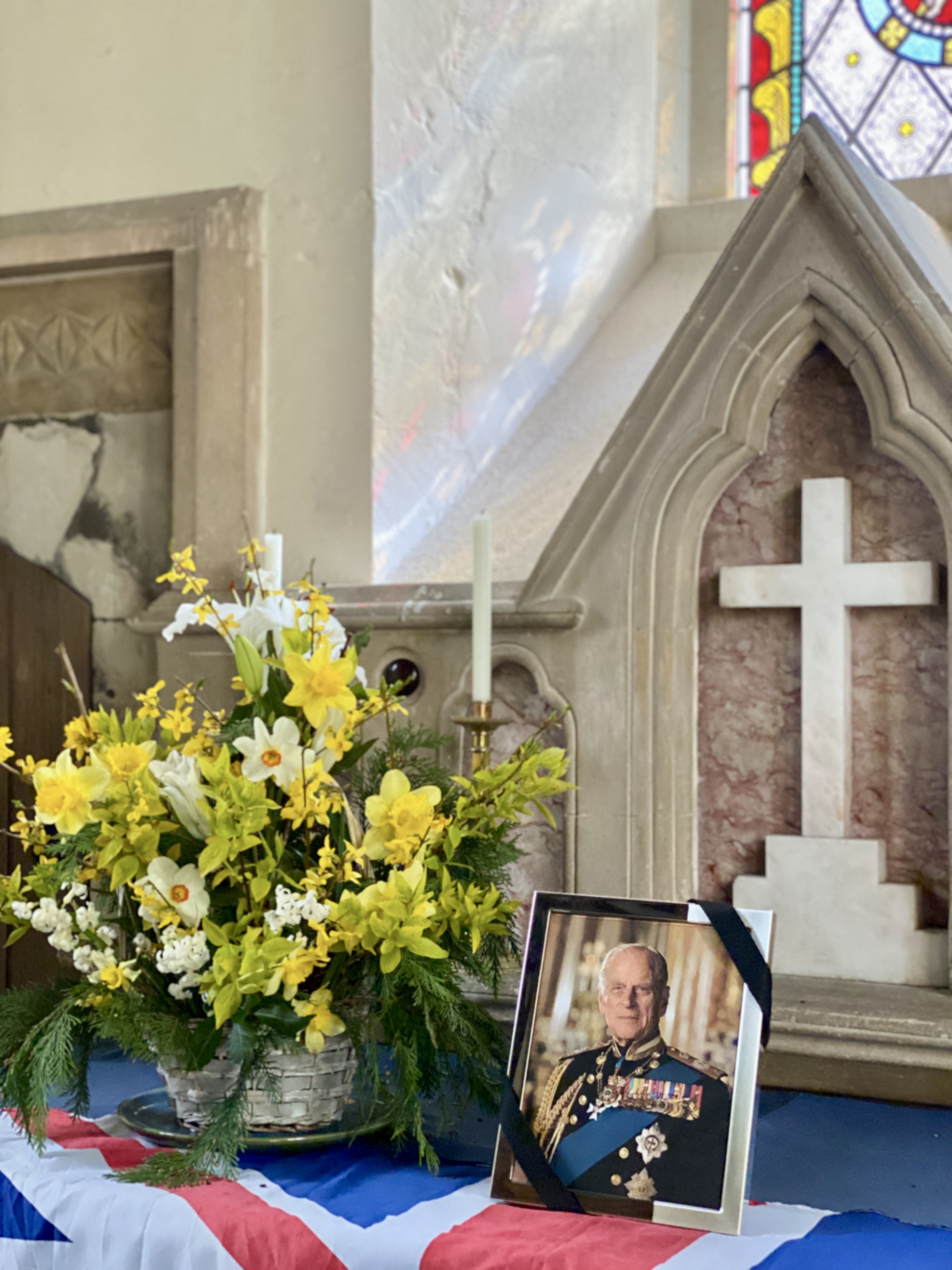
Un memoriale dedicato al principe allestito a Litchfield

All'abbassamento delle bandiere sul Palazzo reale, sono seguite anche quelle su tutti gli edifici pubblici e di governo, come pure tutte le bandiere delle forze armate, esposte nelle rispettive caserme. Lo stendardo reale (che si trovava innalzato sul castello di Windsor) venne lasciato "a tutto pennone", come simbolo della presenza del Monarca. Da protocollo, tutti i membri del parlamento hanno indossato cravatte nere, quando riuniti nella Camera dei Comuni, come pure una fascia al braccio di colore nero, sulla parte sinistra. Negli otto giorni di lutto, come da protocollo, nessuna legge è stata discussa o approvata.
L'annuncio alla stampa è stato dato ufficialmente a mezzogiorno. La BBC ha sospeso tutti i programmi, eccetto quelli per bambini, sino alle 18:00 del 9 aprile, sostituendoli con programmi che commentassero la morte del principe consorte. Per radio è stato trasmesso l'inno nazionale e poi solo musica sobria. La BBC ha inoltre trasmesso delle interviste sulla vita del duca. La presentatrice Martine Croxall ha interrotto il notiziario ordinario per dare l'annuncio della morte del duca di Edimburgo e, durante uno stacco d'immagini, in segno di lutto, ha tolto anche la collana che indossava.
L'annuncio della notizia su BBC One, è stato dato a schermo nero con un semplice messaggio scritto; successivamente è stata mostrata un'immagine del duca con l'inno nazionale in sottofondo . Anche gli altri principali canali televisivi inglesi (come Channel 4 e Channel 5) hanno avuto comportamenti simili, sospendendo la programmazione ordinaria sino alla sera del 9 aprile. Tutti i presentatori della BBC hanno indossato un abito nero in segno di lutto, come previsto dalle linee guida per la televisione. Channel 4 ha subito delle critiche per aver proseguito con il cambio della programmazione anche dopo la sera del 9 aprile, come anche la BBC e la ITV per lo spostamento o la cancellazione dei programmi regolari e per l' "eccessiva e continua rilevanza" data alla notizia della morte del duca.
Alle 18:00 del 9 aprile, la campana maggiore dell'Abbazia di Westminster è stata suonata a rintocchi, uno per ogni minuto, per 99 minuti, uno per ogni anno di vita vissuto dal duca.

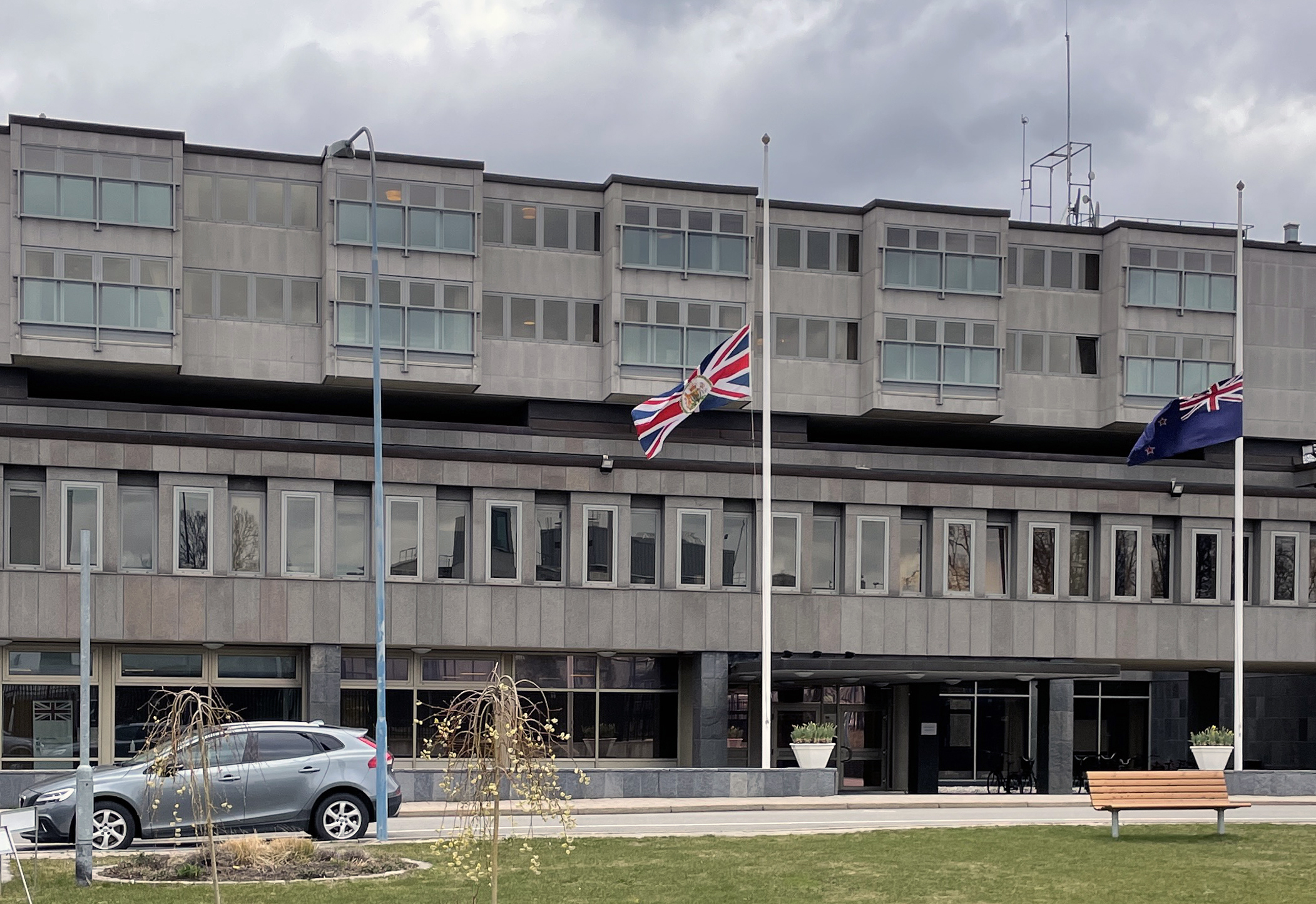
Le ambasciate del Regno Unito e della Nuova Zelanda a Stoccolma con le bandiere a mezz'asta il 9 aprile

L'operazione includeva anche le modalità di diffusione degli annunci ufficiali nei vari paesi del Commonwealth. In Australia, ad esempio, la responsabilità di informare il governo ed il pubblico era delegata al governatore generale David Hurley. Le bandiere governative sono state poste a mezz'asta su tutti gli edifici pubblici anche nel Commonwealth. Secondo il protocollo, la bandiera nazionale australiana è stata tenuta a mezz'asta il 10 ed il 17 aprile, in segno di lutto e rispetto nei confronti del duca. In Canada, l'abbassamento delle bandiere è avvenuto il 9 aprile e si è conservato tale sino al tramonto del 17 aprile. In Nuova Zelanda l'annuncio ufficiale è stato dato per voce del primo ministro Jacinda Ardern .

## Il funerale

### La processione e la cerimonia
Al duca di Edimburgo non sono stati tributati funerali di stato, come sovente è in uso per i monarchi, preferendo che si utilizzasse il protocollo previsto per le cerimonie dei funerali reali. Ancora in vita, infatti, il duca aveva fatto sapere di voler un funerale con la "minor confusione possibile": lasciò scritto di non volere un'esposizione pubblica della salma, rimanendo invece a bara chiusa nei giorni precedenti il funerale, nella cappella privata del castello di Windsor. Prima della cerimonia, la bara è stata spostata dalla cappella nella sala d'ingresso del castello, dove sono state recitate alcune preghiere. Questa tipologia di funerale era già stata adottata anche in occasione della morte di Elisabetta, la regina madre e della principessa Diana. L'evento è stato trasmesso dalle televisioni di stato,  su BBC One e BBC News, oltre che su Radio 4 e Radio 5 Live (che sono ste riprese anche dalle TV nazionali di altri Paesi del mondo).
Prima della cerimonia, diverse bande militari delle forze armate hanno marciato nel Quadrangolo del Castello di Windsor, suonando musiche come "Jerusalem", "I Vow to Thee, My Country", "Supreme Sacrifice", "Isle of Beauty" and "Nimrod".

La bara del duca di Edimburgo venne ricoperta col suo stendardo personale che presenta nel 1º quarto le armi della Danimarca, nel 2º quelle della Grecia, nel 3º quelle della famiglia Mountbatten e nel 4º lo stemma di Edimburgo.

Il funerale è proseguito con il trasporto della bara, portata a spalla dalle Grenadier Guards, dall'entrata principale del castello di Windsor sino alla Land Rover Defender color verde oliva, modificata appositamente, su disegno del duca, per questo scopo. L'area del Quadrangolo era circondata dai membri della Household Cavalry, dalle Foot Guards e da membri di unità collegate in modo particolare al servizio e alla vita del duca. La bara era ricoperta dallo stendardo personale del duca, su cui erano state poste la sua tesa personale della Royal Navy e la sua sciabola, nonché una corona di rose e gigli bianchi accompagnata da un messaggio scritto personalmente della Regina.
La banda delle Grenadier Guards ha aperto la processione dal Quadrangolo verso l'Horseshoe Cloister, seguita dai comandanti militari e dai capi dello staff dell'esercito. La processione ha visto sfilare in ordine: i quattro figli del duca, tre dei suoi nipoti diretti (il principe William, duca di Cambridge, il principe Harry, duca di Sussex e Peter Phillips), suo nipote David Armstrong-Jones, II conte di Snowdon, e suo genero Sir Timothy Laurence, oltre a tre membri dello staff della casa del duca. Il corteo era chiuso da Sua Maestà, a bordo di una limousine Bentley. La processione era affiancata da personale della Royal Navy, dei Royal Marines, del 4º battaglione degli Highlanders del Royal Regiment of Scotland e della Royal Air Force. Le King's Troop, Royal Horse Artillery erano incaricate di sparare un colpo di cannone per ogni minuto durante la processione.
Nei pressi della scalinata ovest della cappella, invece, erano schierati alcuni membri della Household Cavalry e gli otto portabara dei Royal Marines. Alle 14:58, arrivata davanti alla scalinata, la bara è stata ripresa a spalla e la banda del Rifles Regiment ha suonato l'inno nazionale.  Alle 14:59 alcuni membri della Royal Navy, come tradizione impone, hanno eseguito il saluto con il fischietto d'ordinanza, precedendo il minuto di silenzio, scattato alle 15:00 in punto. Circa 730 membri delle forze armate inglesi erano presenti in totale al Castello di Windsor, oltre agli esecutori delle quattro bande militari.
La cerimonia funebre è stata officiata dal vescovo anglicano David Conner, decano di Windsor, e da Justin Welby, arcivescovo di Canterbury. Le onorificenze ricevute dal duca sono state esposte su dei cuscini, posti poi sull'altare della St George's Chapel, incluso il suo bastone da feldmaresciallo. Durante la cerimonia, a causa delle restrizioni, il coro era composto da soli quattro cantori.
Secondo le volontà del duca, non sono stati pronunciati sermoni né elogi alla cerimonia, ma sono stati evidenziati in più punti i suoi legami con la Royal Navy e la sua passione per il mare. Il canto d'inizio è stato Funeral Sentences, composto da William Croft.
La prima lettura, tratta dall'Ecclesiaste, cap. 43, versetti 11–26, è stata letta dal decano di Windsor. La seconda lettura, tratta dal vangelo di Giovanni, cap. 11, versetti 21–27, è stata invece letta dall'arcivescovo di Canterbury. Il salmo scelto è stato il salmo 104, cantato sulla musica di William Lovelady, la cui composizione era stata commissionata dallo stesso duca. Gli inni eseguiti sono stati, nell'ordine: "Eternal Father, Strong to Save", che è tradizionalmente associato ai marinai, il Jubilate in C di Benjamin Britten (sempre commissionato dal duca) e il Kontakion russo, composto da Sir Walter Parratt. Il decano di Windsor ha evidenziato nelle sue parole la "lealtà assoluta" del duca alla regina e il suo "servizio a favore della nazione del Commonwealth". Il decano ha infine avviato la procedura di sepoltura nella Royal Vault, mentre un esecutore del Royal Regiment of Scotland intonava un brano funebre. La cerimonia si è conclusa con la lettura dell'elenco dei titoli e delle onorificenze ricevute dal duca, per voce del Garter King at Arms, Thomas Woodcock, e con la benedizione impartita dall'arcivescovo di Canterbury. Gli ultimi due saluti eseguiti sono stati "The Last Post" e "Reveille" di cavalleria. L'inno nazionale inglese ha chiuso la cerimonia.
Il duca è stato provvisoriamente sepolto nella Royal Vault della St George's Chapel. Dopo i funerali della regina, deceduta poco più di un anno dopo, le sue spoglie sono state trasferite nella Cappella-Memoriale di Giorgio VI, all'interno della medesima chiesa, dove i due sono stati sepolti uno accanto all'altra.

### Partecipanti

#### Familiari diretti
- La regina, vedova del duca
  - Carlo, principe di Galles e Camilla, duchessa di Cornovaglia, figlio e nuora del duca
    - William, duca di Cambridge e Catherine, duchessa di Cambridge, nipote del duca con la moglie
    - Harry, duca di Sussex, nipote del duca

  - Anna, principessa reale ed il viceammiraglio Timothy Laurence, figlia e genero del duca
    - Peter Phillips, nipote del duca
    - Zara e Michael Tindall, nipote del duca col marito

  - Andrea, duca di York, figlio del duca
    - Beatrice di York ed Edoardo Mapelli Mozzi, nipote del duca col marito
    - Eugenia di York e Jack Brooksbank, nipote del duca col marito

  - Edoardo, conte di Wessex e Sophie, contessa di Wessex, figlio e nuora del duca
    - Lady Louise Mountbatten-Windsor, nipote del duca
    - James, visconte Severn, nipote del duca

#### Altri parenti
- Richard, duca di Gloucester, primo cugino della regina e cugino di terzo grado del duca
- Edoardo, duca di Kent, primo cugino della regina
- Alexandra, onorevole Lady Ogilvy, prima cugina della regina
- David Armstrong-Jones, II conte di Snowdon, nipote del duca
- Sarah Chatto e Daniel Chatto, nipote del duca col marito
- Filippo di Hohenlohe-Langenburg, pronipote del duca
- Bernardo di Baden, pronipote del duca
- Donato d'Assia, cugino di terzo grado del duca
- Penelope Knatchbull, moglie del cugino del duca[42][43]

Le restrizioni del COVID-19 hanno imposto un numero di invitati limitato a 30 persone, con precedenza per i membri della famiglia. Da questo limite erano ovviamente escluse le persone funzionali ai funerali come i portatori ed il clero. La regina ha scelto di rimanere da sola al proprio posto per tutta la cerimonia, in sobrio raccoglimento. Sulla base dei regolamenti, a tutti i partecipanti al funerale è stato chiesto di sedere ad una distanza di almeno due metri, di indossare le mascherine e di non cantare.
Per il funerale, come da protocollo, è stato richiesto a tutti i partecipanti l'abito nero. La regina ha autorizzato i membri della Famiglia Reale ad indossare l'abito civile anziché le uniformi militari, cosa che avvenne anche per i funerali della principessa Diana e della principessa Margaret, contessa di Snowdon, mentre così non fu per il funerale della regina madre.
Il principe Harry, che attualmente risiede in California, negli Stati Uniti, aveva pianificato di fare ritorno nel Regno Unito in occasione del 100º compleanno del duca a giugno e per scoprire col fratello una statua in onore di sua madre nel luglio di quello stesso anno. Egli invece si è dovuto recare in Inghilterra sei giorni prima del funerale, per la necessaria quarantena; sua moglie Meghan, duchessa di Sussex, non ha ottenuto dai suoi medici il permesso di spostarsi, essendo incinta della loro secondogenita. Pur esistendo una legge specifica che consentiva di evitare la quarantena a quanti entravano dall'estero nel Regno Unito per prendere parte ad un rito funebre, il principe Harry ha comunque trascorso cinque giorni di quarantena al suo arrivo.
Tra gli altri partecipanti alla cerimonia c'erano: il principe Filippo di Hohenlohe-Langenburg (nipote della sorella del duca, la principessa Margherita di Grecia e Danimarca), il principe ereditario Bernardo di Baden (nipote della sorella del duca, la principessa Teodora di Grecia e Danimarca) e il langravio Donato d'Assia (pronipote della sorella del duca, la principessa Sofia di Grecia e Danimarca). Il duca aveva esplicitamente richiesto che i membri della sua famiglia tedesca d'origine, ai quali era stato impedito di prendere parte a suo tempo al suo matrimonio (celebrato nel 1947, ad appena due anni dalla fine della seconda guerra mondiale) per evitare incidenti dettati dalla loro terra di provenienza e dal sentimento antitedesco ancora forte nel Regno Unito, ottenessero l'autorizzazione a prendere parte al suo funerale; i parenti del duca hanno trascorso la prevista quarantena presso Ascot, nel Berkshire.
Il primo ministro inglese Boris Johnson aveva fatto sapere, nei giorni precedenti al funerale, di essere intenzionato a rinunciare alla sua partecipazione all'evento, così da lasciare un posto a un altro membro della famiglia del duca.

### Cerimonia di ringraziamento
Un servizio di ringraziamento per la vita e le opere del duca si è poi svolto presso l'Abbazia di Westminster il 29 marzo 2022. Alle cerimonia, sobria e regolata sempre dalle volontà espresse in vita dal duca, ha preso parte la Regina e tutta la Famiglia Reale inglese, che si è potuta finalmente unire al dolore della Sovrana per la perdita dell'amato consorte, dopo oltre 73 anni di matrimonio. Tra gli invitati giunti per rendere omaggio al duca vi erano anche tutti i membri delle case reali europee, tra cui il re Carlo XVI Gustavo e la regina Silvia di Svezia, il re Guglielmo Alessandro, la regina Máxima e Beatrice dei Paesi Bassi, il re Harald V e la regina Sonja di Norvegia, il re Felipe VI e la regina Letizia di Spagna, il re Filippo e la regina Matilde del Belgio e la regina Margherita II di Danimarca. La cerimonia ha restituito al duca il giusto onore funebre, che non si era potuto tributare a causa delle restrizioni in vigore al momento del funerale.

### Sicurezza
La Thames Valley Police ha impiegato i propri uomini presso il castello e la città di Windsor fin dal 13 aprile, in previsione del funerale il giorno 17. Nell'area sono state innalzate le misure di sicurezza, con un controllo anche delle automobili che circolavano nell'area e posti di blocco con l'utilizzo dell'innovativo sistema ANPR.